# Berang
Berang is een bestuurslaag in het regentschap Bangka Barat van de provincie Bangka-Belitung, Indonesië. Berang telt 3461 inwoners (volkstelling 2010).